# 매실나무

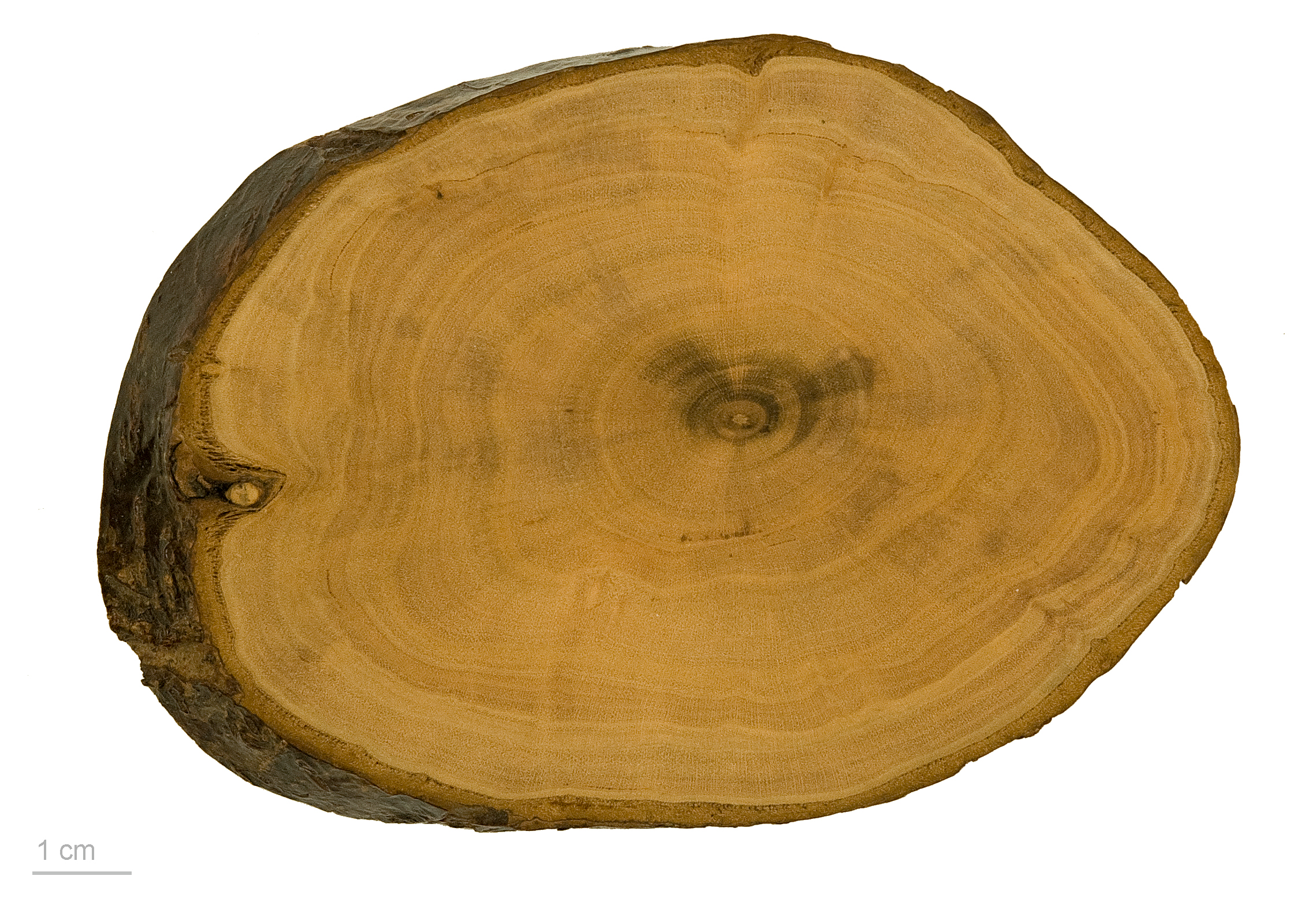
Prunus mume

매실나무(梅實, 학명: Prunus mume)는 장미과에 속하는 나무로, 꽃은 3~4월에 잎이 나기 전에 피고, 열매는 6~7월에 동그랗게 익는다. 열매를 매실이라 하여 먹는다. 꽃말은 충실이다. 매실나무의 원산지는 중국의 쓰촨성과 허베이성의 산간지로 알려져 있다.

## 매실의 분류

### 수확 시기별
수확시기에 따라 청매와 황매로 나뉜다.

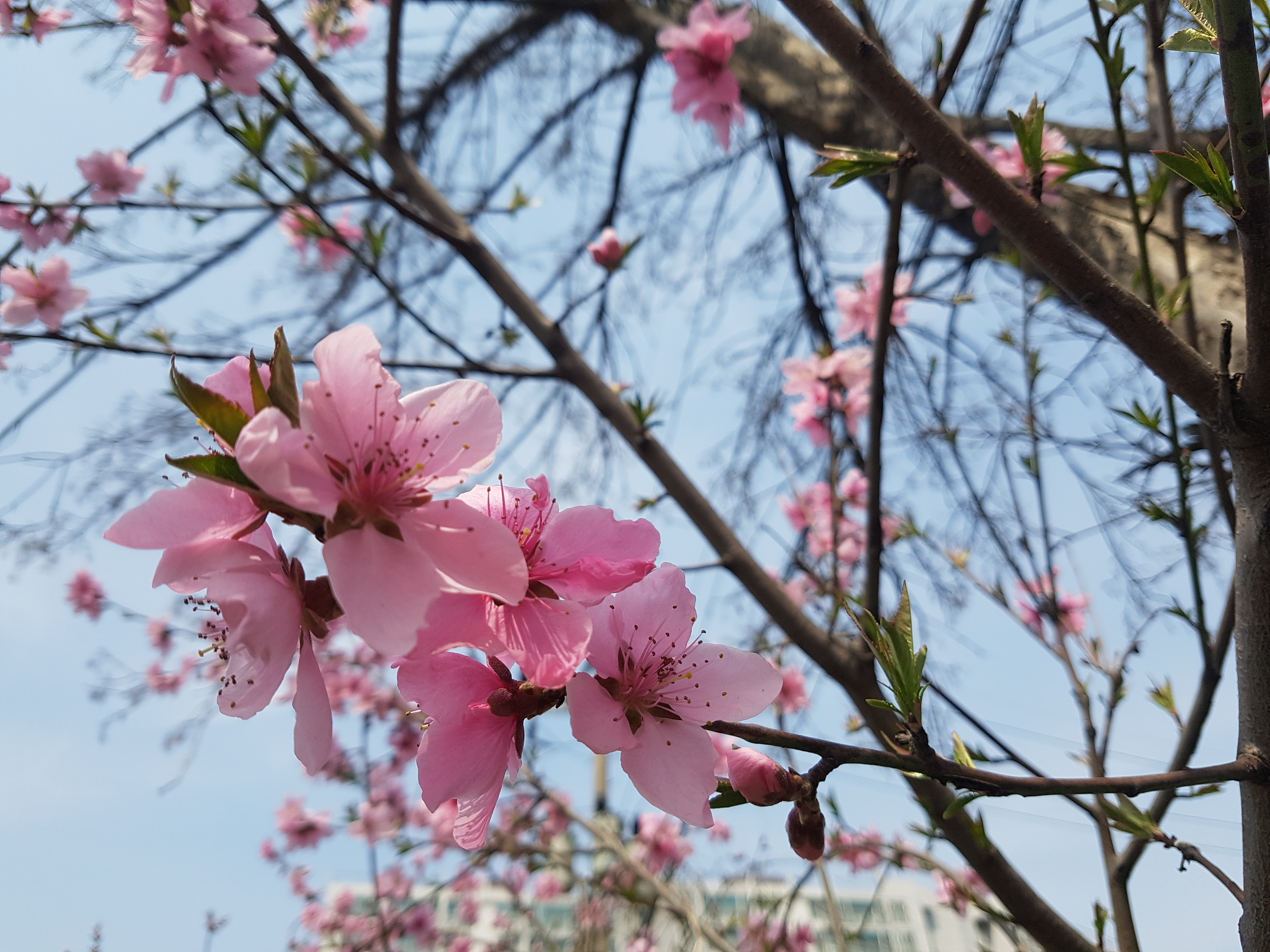
꽃을 강조하면 매화나무, 열매를 강조하면 매실나무

- 청매 (靑梅): 6월 중순∼7월 초순에 딴 매실로 과육이 단단하며 색깔이 파랗고 신맛이 강하다.
- 황매 (黃梅): 7월 중순에 딴 노란 색의 매실이다.

### 가공 방법별
- 오매(烏梅) : 덜 익은 청매의 껍질ㆍ씨를 벗긴 뒤 훈연시켜(짚불 연기에 그슬려) 햇빛에 말려 검게 변한 것으로 까마귀처럼 까맣다고 해서 오매(烏梅)란 이름이 붙었다. 가래를 삭이고 구토ㆍ갈증ㆍ이질ㆍ술독을 풀어 주는 한약재로 널리 쓰인다.
- 금매(金梅) : 청매를 증기로 찐 뒤 말린 것으로, 술 담그는 데 주로 이용된다.
- 백매(白梅) : 청매를 묽은 소금물에 하룻밤 절인 뒤 햇볕에 말린 것으로, 입 냄새 제거에 유용하다.

## 문화
- 사군자의 하나이다. 이른 봄 눈 속에서 가장 먼저 피는 꽃으로, 매서운 추위에 굴하지 않고, 은은한 꽃 향기를 내뿜으므로, 고난에 굴하지 않는 군자의 절개를 상징한다 하여 사랑받았다.
- 매실나무의 꽃인 매화는 대만의 국화이다.
- 중국에서 매화가 절개를 상징하는 꽃으로 주목받기 시작한 것은 대체로 위진남북조 시대부터다. 포조(鮑照, 421?~465)가 매화시 8, 9편을 남겼고, 양나라 간문제도 매화를 주제로 한 시와 부(賦)를 남겼다. 이후, 수나라, 당나라를 거치면서 시인들 눈길을 끌어 매화 사랑이 널리 퍼졌다. 성리학이 성립된 송나라 이후에 군자론과 연결되면서 더욱 큰 사랑을 받았다.[1] 청나라 때 문인 심재(1722~1728)는 말했다. "매화는 식물 가운데 품격이 높다. (중략) 당나라에 이르러서야 시인들의 시에 제법 들어가게 되어 (중략) 널리 알려졌다. 송나라의 처사 임포(林逋, 967∼1028)는 좋아하는 벽이 가장 심해 '매처학자(梅妻鶴子, 매화를 아내로 삼고, 학을 아이로 삼다)'라 불렸다. 그는 항주(杭州, 항저우) 서호(西湖) 고산(孤山) 둘레에 매화나무 300그루를 심었는데, 그 운치와 풍류는 이전에 보지 못한 바였다. 이로부터 시 짓는 사람들인 앞 다투어 소중히 여기면서 그 품격을 표제로 삼았다." 그 밖에 소식, 주희 등도 매화시를 남겼다.
- 범성대(范成大, 1126~1193)는 매화에 관한 최초의 전문서인 《매보(梅譜)》를 편찬했고, 송백인(宋伯仁)은 매화의 각종 형태를 그린 『매화희신보(梅花喜神譜)』(1261)를 엮었다.

## 다양한 이름
매실나무는 꽃이 일찍 핀다고 하여 조매(早梅), 추운 겨울에 핀다고 하여 동매(冬梅), 한매(寒梅), 눈 속에 꽃이 핀다고 하여 설중매(雪中梅), 설중군자(雪中君子) 등 다양한 이름으로 불린다.

## 민간요법
식용, 관상용, 약용으로 쓰이고 덜 익은 열매를 매실주 또는 생약으로 오매라 하여 제조하여 쓰인다. 한방과 민간에서는 곽란, 각기, 건위, 살치, 거담, 구역질, 주독, 해열, 발한, 역리 등에 약으로 쓰인다. 매실을 약으로 쓸 때는 보통 매실엑기스, 매초(梅草), 매소주(梅燒酒), 매실말랭이 등을 만들어 사용한다. 한방에서는 구충(驅蟲), 건위, 해열, 발한(發汗)의 약리 작용이 있다고 한다.

## 씨앗
매실 열매는 매실 씨앗이 아미그달린이 함유되어 있어 덜 익은 매실이나 이러한 매실 씨앗을 섭취했을 경우 시안배당체가 장내 효소와 결합해 식중독을 일으킬 수 있으므로 섭취하지 않는 것이 좋다. 다만, 매실이 자라서 씨앗이 단단해지면 매실 열매에는 시안배당체가 비교적 안정화되어 남아있지 않게 되거나 매실 열매의 씨앗을 적절한 발효과정을 거치거나 열을 가하는 등의 안정화가 가능하다. 이러한 일부 씨앗들에서의 자연독성은 자체적인 생리활성물질(BRM, Biological response modifiers)로 식물의 보호기제 중 하나로 알려져 있다.

## 같이 보기
- 모과나무